# Panna

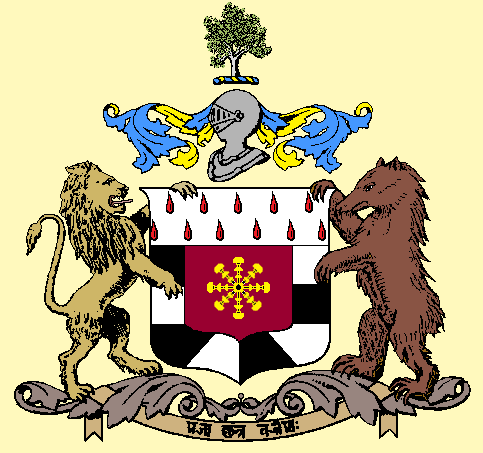
Escut de Panna

Panna fou un estat tributari protegit a l'agència de Bundelkhand, Índia, format per tres trossos separats a l'entorn de les ciutats de Panna, Bakswaho i Birsinghpur. Part de l'estat es trobava a la serra de Panna, que forma part de les muntanyes Vindhya. El riu principal era el Ken. Hi havia unes famoses mines de diamants conegudes des del segle XVII. Els seus sobirans eren bundeles rajputs descendents de la casa reial d'Orchha. La bandera de l'estat era groga amb un marc blau clar a les vores.

## Geografia
La principal ciutat i capital era Panna (ciutat) (11.346 habitants el 1901) i hi havia 1.008 pobles. Les castes principals eren bramans, chamars, lodhis, ahirs i kurmis.
La població era:
- 1881: 227.306
- 1891: 239.333
- 1901: 192.986
- 1931: 212.130

## Administració
El sobirà tenia el control ordinari sobre els afers civil i sobre l'administració judicial civil i criminal amb les habituals limitacions en matèria criminal.
Al final del segle XIX es va introduir com a moneda la rupia de l'Índia Britànica. Segell de "court fee" es van emetre entre 1908 i 1914 i fiscals ("Revenue") entre 1920 i 1944.
A l'inici del segle XX tenia un exèrcit de 30 cavallers i 150 infants, més dotze artillers amb 19 canons en servei. La policia estava formada per 126 homes i la policia rural per 447 chaukidars. L'única presó era a Panna.

## Història
El 1634-1635 el raja d'Orchha Jhujhar Singh es va rebel·lar contra els mogols i fou derrotat i perseguit per les forces imperials i junt amb el seu fill foren expulsats cap a les jungles de Gondwana on els dos foren morts (1635). Tot el Bundelkhand va caure en l'anarquia i aprofitant la situació el príncep Champat Rai, un net d'Udot Singh, germà de Raja Madhukar Shah d'Orchha (1554-1592) va començar una guerra de guerrilla contra els mogols i després d'un temps de lluita es va establir a si mateix com a cap de la causa bundela. Aurangzeb li va concedir el seu favor per un temps després que el va ajudar a la batalla de Samogarh, conduint el seu exèrcit pel riu Chambal, però més tard els dos homes es van enfrontar i les forces mogols van atacar el territori de Champat Rai. Per eludir la captura fou mort (a petició pròpia) per la seva dona, que immediatament es va suïcidar.
El seu fill Chhatarsal, tot i que molt jove, va seguir el passos del seu pare i després d'una ràpida lluita de guerrilla prengué el control dels territoris a l'est del riu Dhasan arribant en les seves operacions fins a Gwalior i Malwa oriental. El 1671 havia pres el control de quasi tot el Bundelkhand i els seus dominis anaven de Banda al nord a Jubbulpore al south, i de Rewah a l'est fins al riu Betwa a l'oest. Orchha i Datia estaven en mans de parents seus bundeles. La seva primera capital fou Kalinjar, tradicionalment la clau de la regió llavors anomenada Katehr i que dels bundeles va agafar el nom de Bundelkhand. Quan va tenir el seu poder consolidat va traslladar la residència a Panna (1675) però compartida més tard, en diversos períodes, amb Chhatarpur, que va fundar el 1707, i amb Jaitpur. A la mort d'Aurangzeb el 1707 va tenir oportunitat d'augmentar el seu poder que va aprofitar tant com va poder, però finalment el 1729 l'emperador Muhammad Shah de Delhi va enviar al Bundelkhand a Muhammad Khan Bangash, un afganès, per eliminar el poder bundela. Chhatarsal fou expulsat de Jaitpur i perseguit; en greu perill va demanar ajut al peshwa Baji Rao I, que li va donar, i Muhammad Bangash fou assetjat a Jaitpur durant sis mesos i finalment expulsat el 1730. El 1731 Chhatarsal va dividir les seves possessions: la part principal (renda de 39 lakhs anuals) incloent Panna, seria per Hirde Shah el seu fill gran; el districte de Saugor amb Mahoba, Banda i Jhansi (amb una renda de 32 lakhs a l'any) seria pel peshwa maratha en agraïment per la seva ajuda; i la tercera, incloent Jaitpur (amb una renda de 31 lakhs) va quedar repartida entre una part principal pel seu tercer fill Jagat Raj, i nombrosos petits feus per altres parents i vassalls. Chhatarsal va morir després del 1732, als 89 anys, deixant 22 fills legítims i 30 il·legítims. Els seus descendents van originar els principats de Panna, Charkhari, Ajaigarh, Bijawar, Sarila, Jaso, Jigni i Lugasi amb el maharajà de Panna com a representant sènior dels caps bundela de l'est del Dhasan conegut com a bundeles dangahls a causa de la seva turbulència (danga).
Hirde Shah el va succeir a Panna; Hirde va saquejar Rewah obligant a Raja Avadhoot Singh a fugir a Pratabgarh (Oudh); va governar fins a la seva mort el 1739 i el va succeir el seu fill Sabha Singh (1739-1752), sota el qual es van començar a explotar les mines de diamants. Va morir el 1752 i el va succeir el seu fill Aman Singh (1752-1758), assassinat pel seu germà Hindupat que el va succeir (1758-1577). Va desheretar al fill gran en favor del jove, Anirudh (1777-1779), que era menor i l'estat va quedar a càrrec de Beni Hazuri, del braman Khemraj Chaubi o Chaube i del ponwar Sone Shah. Els enfrontaments entre els regents (especialment els dos primers) van portar a una guerra civil a l'estat que es va intensificar per la mort d'Amirudh i la reclamació de diversos pretendents. La superfície de Panna va quedar reduïda, ja que Beni Hazuri, Khemraj Chaubi i Sone Shah es van crear estats per a si mateixos, fundant respectivament els principats de Maihar, Paldeo i Chhatarpur.
Finalment Dhokal Singh (1785-1798), germà d'Anirudh, va assolir el poder el 1785 però amb totes aquestes disputes el Bundelkhand fou presa fàcil el 1789 del cap gosain Himmat Bahadur, i del seu aliat Ali Bahadur (més tard conegut com el Nawab de Banda), que era fill de Shamsher Bahadur, un fill il·legítim del peshwa. Ali Bahadur va agafar el poder al Bundelkhand i va procedir a concedir sanads a tots els caps locals incloent Dhokal Singh.
Dhokal va morir el 1798 i el va succeir el seu fill Kishor Singh que va haver de marxar a l'exili. El 1803 els britànics el van restaurar al tron i el van confirmar en les seves possessions per sanads concedits el 1807 i 1811 que li van donar el control dels estats de Sohawal i Nagod. Va morir el 1840 i el va succeir el seu fill Harbans Rai (1840-1849) que ja governava des de 1834. El següent raja fou Nirpat Singh (1849-1870) que durant el motí va ajudar els britànics defensant el fort de Kalinjar i netejant la comarca de Damoh de rebels; per aquestos serveis fou recompensat amb 20.000 rúpies i la pargana de Simaria i el 1869 va rebre el títol personal de maharajà mahendra, convertit en hereditari el 1876. El 1862 va rebre també un sanad concedint el dret a adoptar. El 1863 va cedir diverses terres a l'East Indian Railway pel pas del ferrocarril. Va morir el 1870 i el va succeir el seu fill Rudra Pratap Singh (1870-1893), cavaller de l'orde de l'estrella el 1876 i que va rebre dos canonades afegides a la seva salutació personal el 1877. A la seva mort sense fills el 1893 el va succeir el seu germà Lokpal Singh (1893-1897), que va morir el 1897 i el va succeir el seu fill Madho Singh que el 1902 fou deposat per complicitat en la mort del seu oncle Rao Raja Khuman Singh (un germà del seu pare) i precisament el fill d'aquest, Maharaja Yadvendra Singh (nascut el 1893) fou proclamat nou maharajà rebent salutació d'onze canonades; va ser investit de plens poder el 4 de febrer de 1915; va seguir al front del principat fins a l'1 de gener de 1950 quan fou nomenar rajpramukh de Vindhya Pradesh, sorgit de la unió de diversos estats, fins al 1956. Va morir el 4 d'agost de 1963.

## Llista de rages i maharajas
- Chhatar Sal o Chhatarsal 1675-1732
- Raja Harde Sah 1731-1739
- Raja Sabha Singh 1739-1752
- Raja Aman Singh 1752-1758
- Raja Hindupat Singh 1758-1778
- Raja Anirudh Singh 1778-1779
- interregnum 1779-1785
- Raja Dhokal Singh 1785-1798
- Raja Kishor Singh 1798-1834
- Raja Harbans Rai 1834-1849
- Maharaja Mahendra Nirpat Singh 1849-1870
- Maharaja Rudra Pratap Singh 1870-1893
- Maharaja Mahendra Lokpal Singh 1893-1898
- Maharaja Mahendra Madho Singh 1898-1902
- Maharaja Mahendra Yadvendra Singh 1902-1950 (+1963)